# Библиография Ивана Тургенева

## Романы
| Год                                | Название            | Текст | Сюжет | Экранизации                                           |
| ---------------------------------- | ------------------- | ----- | --- | ----------------------------------------------------- |
| 1855 окончен 24 июля (5 августа)   | «Рудин»             |       | Блестящий оратор Рудин приезжает в захолустье и поражает воображение провинциалов, внося смуту в их души и влюбляя в себя девиц. Однако он оказывается не таким необыкновенным человеком, каким кажется его соперникам на первый взгляд.      | - Рудин                                               |
| 1858 окончен 27 октября (8 ноября) | «Дворянское гнездо» |       | Лаврецкий возвращается в своё поместье из Европы разочарованный жизнью, обманутый изменившей ему женой. Вскоре Лаврецкий влюбляется в дочь своей двоюродной сестры, Лизу. Из газет Лаврецкий узнаёт о смерти жены, внезапно умершей в Париже. | - 1915 — Дворянское гнездо - 1969 — Дворянское гнездо |
| 1860                               | «Накануне»          |       | Болгарский эмигрант Инсаров нарушает душевный покой юной дачницы. Она влюбляется в него, выходит замуж и отправляется вслед за ним на Балканы, однако Инсаров смертельно болен.                                                               | - 1915 — Накануне - 1959 — Накануне - 1985 — Накануне |
| 1862                               | «Отцы и дети»       |       | Базаров и Аркадий Кирсанов приезжают в Марьино и некоторое время гостят у Кирсановых (отца и дяди Аркадия). Конфликт поколений, а также социальных слоев постепенно обостряется.                                                              | - 2008 — Отцы и дети                                  |
| 1867                               | «Дым»               |       | История любви и сложных отношений помещика Григория Литвинова. События происходят в немецком курортном городке Баден. | - 1992 — Дым                                          |
| 1877                               | «Новь»              |       | Книга про нигилистов. «Красный» Нежданов нанят учителем в поместье, где встречает юную девушку, бедную племянницу хозяина. Их любовь осложняется постоянными партийными заданиями по «взбаламучиванию» рабочих, которые ему нужно выполнять.  |                                                       |

## Повести и рассказы
| Год     | Название                           | Текст | Жанр              | Сюжет | Экранизации                                                           |
| ------- | ---------------------------------- | ----- | ----------------- | --- | --------------------------------------------------------------------- |
| 1844    | «Андрей Колосов»                   |       | повесть / рассказ | |                                                                       |
| 1846    | «Три портрета»                     |       | повесть / рассказ | | - 1919 — Три портрета                                                 |
| 1846    | «Жид»                              |       | повесть / рассказ | |                                                                       |
| 1847    | «Бретёр»                           |       | повесть / рассказ | Низкая подлость становится роковой преградой на пути любви офицера и молодой девушки. |                                                                       |
| 1848    | «Петушков»                         |       | повесть / рассказ | |                                                                       |
| 1849    | «Дневник лишнего человека»         |       | повесть / рассказ | |                                                                       |
| 1852    | «Муму»                             |       | повесть / рассказ | Крепостной немой крестьянин Герасим, призванный из деревни ко двору барыней, заводит себе собачку и терпит от своей хозяйки унижения и издевательства. В произведении снова показана несправедливость и бесчеловечность крепостнического строя.                                                            | - 1959 — «Муму» - 1987 — «Муму» - 1998 — «Му-му»                      |
| 1852    | «Постоялый двор»                   |       | повесть / рассказ | | - 1918 — Постоялый двор                                               |
| 1852    | «Три встречи»                      | \|    | повесть / рассказ | |                                                                       |
|         | «Записки охотника»:                |       | сборник рассказов | В сборнике "Записки охотника" Иван Сергеевич Тургенев от первого лица описывает сцены из жизни дворян и крепостных крестьян. Выводы предоставляется делать самому читателю... |                                                                       |
| 1851    | «Бежин луг»                        |       | рассказ           | Усталый и заблудившийся охотник ночует вместе с деревенскими ребятами пригнавшими коней в ночное и тайком слушает их рассказы и предания о деревенской жизни. |                                                                       |
| 1847    | «Бирюк»                            |       | рассказ           | Описывается быт и жизнь крепостного лесничего охраняющего господские владения от вырубки обедневшими крепостными же крестьянами. | - 1977 — Бирюк                                                        |
| 1847    | «Бурмистр»                         |       | рассказ           | Рассказчик узнаёт о жестоком и своевольном обращении приказчика одного знакомого помещика с крепостными крестьянами. |                                                                       |
| 1848    | «Гамлет Щигровского уезда»         |       | рассказ           | Трагичная история жизни, любви и брака, рассказанная от первого лица. | - 1975 — Гамлет Щигровского уезда                                     |
| 1847    | «Два помещика»                     |       | рассказ           | |                                                                       |
| 1847    | «Ермолай и мельничиха»             |       | рассказ           | Зарисовка из жизни обездоленных крепостных крестьян. |                                                                       |
| 1874    | «Живые мощи»                       |       | рассказ           | Рассказчик встречает знакомую крепостную Лукерью, которая в молодости была полна жизни и красоты, но из-за болезни и нетрудоспособности оказавшуюйся в ужасающих условиях. |                                                                       |
| 1851    | «Касьян с Красивой мечи»           |       | рассказ           | Считаемый своими односельчанами юродивым Касьян рассказывает о своих убеждениях. |                                                                       |
| 1871-72 | «Конец Чертопханова»               |       | рассказ           | | - 1971 — Жизнь и смерть дворянина Чертопханова                        |
| 1847    | «Контора»                          |       | рассказ           | Показана бюрократическая крепостная контора в имении барыни, где управляющие творят беззаконие и воровство. |                                                                       |
| 1847    | «Лебедянь»                         |       | рассказ           | Рассказ о покупке лошадей в Лебедяне. |                                                                       |
| 1848    | «Лес и степь»                      |       | рассказ           | |                                                                       |
| 1847    | «Льгов»                            |       | рассказ           | На охоте в селе Льгов рассказчик знакомится с двумя местными крепостными. |                                                                       |
| 1847    | «Малиновая вода»                   |       | рассказ           | Описание жизни крестьян села Шумихино на берегу реки Исты. |                                                                       |
| 1847    | «Мой сосед Радилов»                |       | рассказ           | Рассказчик повествует о знакомстве со своим соседом, помещиком Радиловым, и его семьей. |                                                                       |
| 1847    | «Однодворец Овсянников»            |       | рассказ           | Лука Петрович Овсянников вспоминает помещичьи порядки былых времён. |                                                                       |
| 1850    | «Певцы»                            |       | рассказ           | Впечатления от соревнования двух певцов в деревенском кабаке. |                                                                       |
| 1864    | «Пётр Петрович Каратаев»           |       | рассказ           | |                                                                       |
| 1850    | «Свидание»                         |       | рассказ           | |                                                                       |
| 1847    | «Смерть»                           |       | рассказ           | |                                                                       |
| 1873-74 | «Стучит!»                          |       | рассказ           | |                                                                       |
| 1847    | «Татьяна Борисовна и её племянник» |       | рассказ           | История помещицы Татьяны Борисовны и ее племянника, молодого бездарного художника Андрея |                                                                       |
| 1847    | «Уездный лекарь»                   |       | рассказ           | Описывается рассказ местного лекаря, который приехав лечить больную девушку необыкновенной красоты влюбляется в неё. Девушка смертельно больна и, понимая что умрёт, вступает с лекарем в интимные отношения желая изведать перед смертью вкус любви.                                                      |                                                                       |
| 1846-47 | «Хорь и Калиныч»                   |       | рассказ           | Описывается два разных типажа крепостных крестьян: хозяйственный и крепкий крестьянин Хорь и охотник-балабол по прозвищу Калиныч |                                                                       |
| 1848    | «Чертопханов и Недопюскин»         |       | рассказ           | | - 1971 — Жизнь и смерть дворянина Чертопханова                        |
| 1855    | «Яков Пасынков»                    |       | повесть / рассказ | |                                                                       |
| 1855    | «Фауст»                            |       | повесть / рассказ | | - 1919 — Фауст                                                        |
| 1856    | «Затишье»                          |       | повесть / рассказ | | - 1981 — Затишье                                                      |
| 1857    | «Поездка в Полесье»                |       | повесть / рассказ | Впечатления о людях и природе Полесья. |                                                                       |
| 1858    | «Ася»                              |       | повесть / рассказ | Печальная история первой любви 17-летней девушки Аси. | - 1978 — Ася                                                          |
| 1860    | «Первая любовь»                    |       | повесть / рассказ | Рассказчик вспоминает свою первую любовь в 16 лет к 21-летней девушке. | - 1915 — Первая любовь - 1968 — Первая любовь - 1995 — Первая любовь  |
| 1864    | «Призраки»                         |       | повесть / рассказ | Мистический рассказ о ночных встречах рассказчика с призраком в виде женского образа по имени Эллис. |                                                                       |
| 1866    | «Бригадир»                         |       | повесть / рассказ | |                                                                       |
| 1868    | «Несчастная»                       |       | повесть / рассказ | Рассказ о тяжёлой судьбе молодой девушки. |                                                                       |
| 1870    | «Странная история»                 |       | повесть / рассказ | |                                                                       |
| 1870    | «Степной король Лир»               |       | повесть / рассказ | Помещик Харлов в ожидании скорой смерти переписывает всё своё имущество на двух дочерей, будучи уверен, что они будут заботиться о нём до конца его жизни, но последствия такого решения оказались весьма недальновидными и катастрофичными.                                                               | - 1976 — Степной король Лир                                           |
| 1870    | «Собака»                           |       | повесть / рассказ | Калужский помещик рассказывает о том, как ему стала по ночам являться собака, и что за этим последовало. |                                                                       |
| 1871    | «Стук… стук… стук!..»              |       | повесть / рассказ | |                                                                       |
| 1872    | «Вешние воды»                      |       | повесть           | Молодой русский за границей влюбляется в прекрасную юную итальянку, но чтобы жениться немедленно — ему нужны средства. Он пытается продать своё имение соседке по губернии, замужней даме, также оказавшейся в тех краях, но теряет от неё голову.                                                         | - 1915 — Вешние воды - 1989 — Вешние воды - 1989 — Поездка в Висбаден |
| 1874    | «Пунин и Бабурин»                  |       | повесть / рассказ | | - 1919 — Пунин и Бабурин                                              |
| 1876    | «Часы»                             |       | повесть / рассказ | Герой рассказа мальчик Алёша получает от своего крёстного в подарок карманные часы. Двоюродный брат Алёши Давыд относится к принятию подарка с упрёком. Под влиянием такой реакции Алёша решает избавиться от часов при первой же возможности, отчего начинается череда невероятных событий и приключений. |                                                                       |
| 1877    | «Сон»                              |       | повесть / рассказ | |                                                                       |
| 1877    | «Рассказ отца Алексея»             |       | повесть / рассказ | Молодой сын сельского священника попадает под губительное действие тёмных сил. |                                                                       |
| 1881    | «Песнь торжествующей любви»        |       | повесть / рассказ | Друг детства поселяется у семейной пары после долгого путешествия по странам Азии. С появлением гостя начинают происходить странные события. | - 1915 — Песнь торжествующей любви - 1923 — Песнь торжествующей любви |
| 1881    | «Собственная господская контора»   |       | повесть / рассказ | |                                                                       |
| 1882    | "Перепелка"                        |       | Рассказ для детей | Трогательные детские воспоминания о случае на охоте, который переменил мировоззрение ребёнка. |                                                                       |
| 1883    | «Клара Милич (После смерти)»       |       | повесть / рассказ | Молодой человек влюбляется в юную актрису, которая в свою очередь, как ему кажется, в него влюблена. Неожиданно актриса совершает самоубийство, и герой начинает самостоятельное расследование причин, привёдших к такому решению.                                                                         | - 1915 — Клара Милич - 1915 — После смерти                            |
| 1883    | «Une fin (Конец)»                  |       | рассказ           | |                                                                       |
| 1883    | «Пожар на море»                    |       | рассказ           | Захватывающий рассказ о спасении пассажиров горящего судна в Балтийском море. |                                                                       |

## Драматургия
| Год  | Название                  | Текст | Сюжет | Экранизации                                                                                            |
| ---- | ------------------------- | ----- | --- | --- |
| 1848 | «Где тонко, там и рвётся» |       | | |
| 1848 | «Нахлебник»               |       | Находящийся на положении иждивенца обедневший дворянин Кузовкин является объектом всеобщих шуток и насмешек. Однако история его жизни и отношения с окружающими оказываются не такими уж простыми, как на первый взгляд кажутся. | |
| 1849 | «Завтрак у предводителя»  |       | Предводитель местного дворянства пытается завершить полюбовно раздел имения между спорщиками, братом и сестрой. | - 1953 — Завтрак у предводителя                                                                        |
| 1849 | «Холостяк»                |       | Пьеса о нравах и социальных предрассудках в петербургских чиновничьих кругах. | |
| 1850 | «Месяц в деревне»         |       | Появление в семье Ислаевых нового домашнего учителя, молодого студента Алексея, вызывает бурю чувств. | - 1973 — Месяц в деревне (телеспектакль, 1973) - 1977 — Месяц в деревне (спектакль, 1977) А. В. Эфроса |
| 1851 | «Провинциалка»            |       | Супруга провинциального чиновника очень хочет добиться продвижения по службе для своего мужа с целью переехать всей семьей в Петербург, но в своих стараниях заходит слишком далеко.                                             | - 1969 — Провинциалка реж.Софья Гиацинтова, Лидия Ишимбаева                                            |

## Стихи истихотворения в прозе
- Necessitas, vis, libertas
- Nessun бя я не люблю...)
- Ах, давно ли гулял я с тобой!..

### Б
- Баллада (Перед воеводой молча...)
- Без гнезда
- Близнецы
- Брамин
- Брожу над озером

### В
- Весенний вечер
- Вечер (В отлогих берегах...)
- В. Н. В. (Когда в весенний день...)
- В ночь летнюю, когда...
- Воробей
- Восточная легенда
- Встреча

### Г
- Гад
- Гроза промчалась
- Грустно мне, но не приходят слезы...

### Д
- Дай мне руку, и пойдем мы в поле...
- Два четверостишия
- Деревня
- Деревня (Люблю я вечером…)
- Долгие, белые тучи плывут...
- Довольный человек
- Дрозд I
- Дрозд II
- Для недолгого свиданья...
- Дурак

### Ж
- Житейское правило (Хочешь быть спокойным…)

### З
- Заметила ли ты, о друг мой молчаливый...

### И
- Из поэмы, преданной сожжению
- Исповедь
- Истина и правда

### К
- К *** (То не ласточка щебетунья...)
- К *** (Через поля к холмам тенистым...)
- Как хороши, как свежи были розы...
- К А.С. (Я вас знавал..)
- К.-А. Фарнгагену фон Энзе
- К Венере Медицейской
- Когда давно забытое названье...
- Когда меня не будет...
- Когда с тобой расстался я...
- Когда так радостно, так нежно...
- Когда я молюсь
- Когда я один...
- Конец жизни
- Конец света
- Крокет в Виндзоре
- Кубок
- Куропатки
- К чему твержу я стих унылый...

### Л
- Луна плывет высоко над землею...
- Любовь

### М
- Маша
- Милостыня
- Мне жаль...
- Молитва
- Монах
- Морское плавание
- Моя молитва
- Мы еще повоюем!
- На твой балкон взобраться снизу...

### Н
- Насекомое
- Нева
- Нищий
- Н. Н.
- Новым чувствам всем сердцем отдался...

### О
- О моя молодость! О моя свежесть!
- Осенний вечер... Небо ясно...
- Осень (Как грустный взгляд...)
- Откуда веет тишиной?..
- Отсутствующими очами...

### П
- Памяти Ю. П. Вревской
- Песочные часы
- Писатель и критик
- Поп
- Попался под колесо
- Порог
- Посещение
- Последее свидание
- Похищение
- Призвание
- Проклятие
- Простота
- Путь к любви

### Р
- Разгадка
- Разговор
- Разлука (О разлука, разлука!..)
- Русский
- Русский язык

### С
- С кем спорить...
- Синица
- Собака
- Соперник
- Старуха
- Старый помещик
- Стой!

### Т
- Толпа
- Ты заплакал...

### У
- Услышишь суд глупца...
- Утро туманное, утро седое...

### Ф
- Федя
- Фраза

### X
- Христос

### Ц
- Цветок

### Ч
- Человек, каких много
- Черепа
- Чернорабочий и белоручка
- Что я буду думать?..
- Чья вина?

### Щ
- Щи

### Я
- Я встал ночью...
- Я всходил на холм зеленый...
- Я долго стоял неподвижно...
- Я шёл среди высоких гор

## Критика и публицистика
- 1854 — «Несколько слов о стихотворениях Ф. И. Тютчева»
- 1860 — «Гамлет и Дон-Кихот»
- 1864 — «Речь о Шекспире»
- 1871 — «История одного города. Издал М. Е. Салтыков. С.-Петербург, 1870»
- 1881 — «Александр III» [1]

## Собрания сочинений
- Тургенев И. С. Собрание сочинений в 11 томах. — М.: Правда, 1949.
- Тургенев И. С. Собрание сочинений в 12 томах. — М.: Художественная литература, 1953—1958.
- Тургенев И. С. Собрание сочинений в 15 томах. — Л.: Изд-во Академии наук СССР, 1960—1965.
- Тургенев И. С. Полное собрание сочинений и писем в двадцати восьми томах. — М. — Л.: Наука, 1960—1968.
  - Сочинения в пятнадцати томах
  - Письма в тринадцати томах
- Тургенев И. С. Собрание сочинений в 10 томах. — М.: Художественная литература, 1961—1962.
- Тургенев И. С. Собрание сочинений в 12 томах. — М.: Художественная литература, 1975—1979.
- Тургенев И. С. Сочинения в 12 томах. — М.: Наука, 1978—1986.
- Тургенев И. С. Полное собрание сочинений и писем в тридцати томах. — М.: Наука, 1978—2018.[2]
  - Художественные произведения в двенадцати томах. — М.: Наука, 1978—1986.
  - Письма в восемнадцати томах. — М.: Наука, 1982—2018.
- Тургенев И. С. Собрание сочинений в 5 томах. — М.: Русская книга, 1994.
- Тургенев И. С. Собрание сочинений в 15 томах. — М.: Терра, 1998.
- Тургенев И. С. Собрание сочинений в 6 томах. — М.: Терра, 2011.

## Переводы произведений
- Turguéniev I. Diario de un hombre superfluo [Тургенев, Иван. Дневник лишнего человека : Пер. на исп. А. Гонсалеса].. — Мадрид: Ediciones Colihue S.R.L., 2016. — 128 с. — ISBN 978-950-563-093-6.
- Turguéniev I. Teatro completo [Тургенев, Иван. Полное собрание пьес : Пер. на исп. А. Гонсалеса]. — Буэнос-Айрес: Ediciones Colihue S.R.L., 2015. — 608 с. — ISBN 978-950-563-085-1.